# Carsten Lang
Carsten Lang (* 1. Januar 1971 in Iserlohn) ist ein ehemaliger deutscher Eishockey- und Inline-Skaterhockeyspieler sowie derzeitiger Inline-Skaterhockeytrainer. Seit Februar 2021 ist er einer von zwei Bundestrainern der deutschen Inline-Skaterhockeynationalmannschaft. 

## Karriere

### Eishockey
Nach einigen Jahren in Nachwuchsmannschaften wurde Carsten Lang ab der Saison 1989/90 auch Spieler im Profiteam des ECD Sauerland aus der 2. Bundesliga. Mit der Ausnahme von kurzen Gastspielen beim EV Stuttgart und dem Krefelder EV lief er knapp vier Jahre lang für seinen Heimatverein auf, bevor er in der Saison 1992/93 zum ERC Westfalen Dortmund wechselte. Mit dem Verein gelang ihm der Aufstieg in die Oberliga und ein Jahr später die Qualifikation für die unterhalb der neu gegründeten Deutschen Eishockey Liga (DEL) angesiedelte 1. Liga. Im Jahr 1994 kehrte der Stürmer in seine Geburtsstadt zurück, wo nach der ECD-Insolvenz der Iserlohner EC in der 2. Liga neu startete und in der Premierensaison in die 1. Liga aufstieg. Lang spielte im folgenden Jahr für den ASV Hamm und EC Devils Königsborn, bevor er seine Eishockeykarriere beim EHC Dortmund beendete.

### Inline-Skaterhockey
Gegen Ende seiner Eishockeykarriere wandte sich Carsten lang dem Inline-Skaterhockey zu. In der Bundesliga lief er ab 2001 für die Mendener Mambas auf, ehe er während der Saison 2004 zu den Samurai Iserlohn wechselte. Ab 2006 spielte er für die Highlander Lüdenscheid zunächst in der 2. Bundesliga. Mit dem Aufstieg seiner Mannschaft kehrte er 2007 in die Bundesliga zurück und konnte 2008 die Vizemeisterschaft feiern. Er bestritt zudem im Laufe seiner Karriere 37 Länderspiele für die deutsche Nationalmannschaft, die er zeitweise auch als Kapitän anführte und mit der er zweimal Europameister wurde.
Nachdem Lang seine Spielerkarriere im Jahr 2010 beendet hatte, übernahm er direkt im Anschluss für drei Jahre den Posten als Cheftrainer der Highlander. Von 2014 bis 2016 trainierte er die U19-Nationalmannschaft, die er zu zwei EM-Titeln führte. Anschließend war er erneut für zwei Jahre Headcoach der Highlander Lüdenscheid. Seit dem Februar 2021 bildet er gemeinsam mit Christian Keller das Trainer-Duo der Herren-Nationalmannschaft. Bei der Europameisterschaft 2022 gewann Deutschland durch einen Finalsieg gegen Dänemark den Titel. Ein Jahr später konnte die Mannschaft den Titel verteidigen.

## Erfolge und Auszeichnungen

### Eishockey
- 1993 Aufstieg in die Oberliga mit dem ERC Westfalen Dortmund
- 1995 Aufstieg in die 1. Liga mit dem Iserlohner EC
- 1996 Aufstieg in die 1. Liga mit dem EC Devils Königsborn

### Inline-Skaterhockey
- 2006 Aufstieg in die Bundesliga mit den Highlander Lüdenscheid
- 2008 Deutscher Vizemeister mit den Highlander Lüdenscheid
- zweifacher Europameister als Spieler
- zweifacher Europameister als Trainer der U19-Nationalmannschaft
- zweifacher Europameister als Trainer der Herren-Nationalmannschaft

## Karrierestatistik

### Inline-Skaterhockey
(Legende zur Spielerstatistik: Sp oder GP = absolvierte Spiele; T oder G = erzielte Tore; V oder A = erzielte Assists; Pkt oder Pts = erzielte Scorerpunkte; SM oder PIM = erhaltene Strafminuten; +/− = Plus/Minus-Bilanz; PP = erzielte Überzahltore; SH = erzielte Unterzahltore; GW = erzielte Siegtore; 1 Play-downs/Relegation; Kursiv: Statistik nicht vollständig)